# NGC 1275
NGC 1275, Caldwell 24 sau Perseus A este o galaxie Seyfert din constelația Perseu și se află la o distanță de aproximativ 237 milioane de ani-lumină de Pământ. 